# Андреа Ґраціозі
Андреа Ґраціозі (італ. Andrea Graziosi; нар. 19 січня 1954, Рим) — італійський історик. Входить до складу наукової ради Українського історичного журналу.

## Життєпис
Закінчив економічний факультет Неапольського університету. Професор історії Неапольського університету імені Фрідріха II. Працював також в університетах Пітсбурга, Пенсильванії, Вашингтона, Гарварда, Москви, Берліна. Співпрацює з такими науковими організаціями: Італійська асоціація з вивчення сучасної історії, Італійська асоціація з вивчення України, Американська історична асоціація тощо. З 2007 року — президент Італійського товариства вивчення сучасної історії.

Національний музей «Меморіал жертв Голодомору». Пам'ятна плита

Досліджує історію України, СРСР, Росії та Східної Європи. Закінчив з відзнакою Неапольський університет в 1977 році за спеціальністю «економіка». У 2007—2011 роках — президент Італійського товариства вивчення сучасної історії. Співредактор результатів міжнародної конференції «Великий голод в Україні: Голодомор та його наслідки, 1933 до сьогодні».
Кавалер ордена князя Ярослава Мудрого V ступеня, який отримав «за вагомий особистий внесок у дослідження голодоморів в Україні, привернення уваги міжнародної спільноти до визнання Голодомору 1932—1933 рр. актом геноциду українського народу, активну громадську діяльність щодо вшанування жертв трагедії».

Після початку повномасштабної війни Росії проти України 
У 2023 році побачила світ нова книга "Україна і Путін: між історією та ідеологією" (не перекладена українською), у якій автор дає відповоді на низку питань. Чому Путін думав, що зможе завоювати Україну за кілька днів за згоди росіян, а також місцевого населення? Що означає «денацифікація»? Щоб пояснити цю трагедію, яка змінює світ, необхідно повернутися до деяких важливих уривків з історії 20-го століття до та після 1991 року. Складна історія, яка починається від відносин України з радянською владою Леніна та переходить до Голодомор, страшний сталінський голод, що забрав понад чотири мільйони жертв в Україні в 32-33 роках. Це історія, яка триває з Другої світової війни та нацистської окупації та продовжується з розпадом СРСР і потрясіннями 1990-х років. За цим послідував авторитарний поворот Путіна, заснований на консенсусі ідеології влади, що сягає корінням в російську історію та поділяється правлячим класом, який сформувався між занепадом Радянського Союзу та відновленням державної влади. Ідеологія, яка спонукає Путіна зневажати розкішний і корумпований Захід, який переживає економічний і демографічний спад, і яка змушує його думати, що настав час відновити роль Росії як великої світової держави.